# Szentpál (Esztergom)
Szentpál Esztergom egyik középkori külvárosa, ami a török elleni háborúkban pusztult el. A szentkirályi keresztesek, érseki és káptalani népek lakták. Bronzkori és késő avar kori leletekben gazdag régészeti terület.

## Fekvése

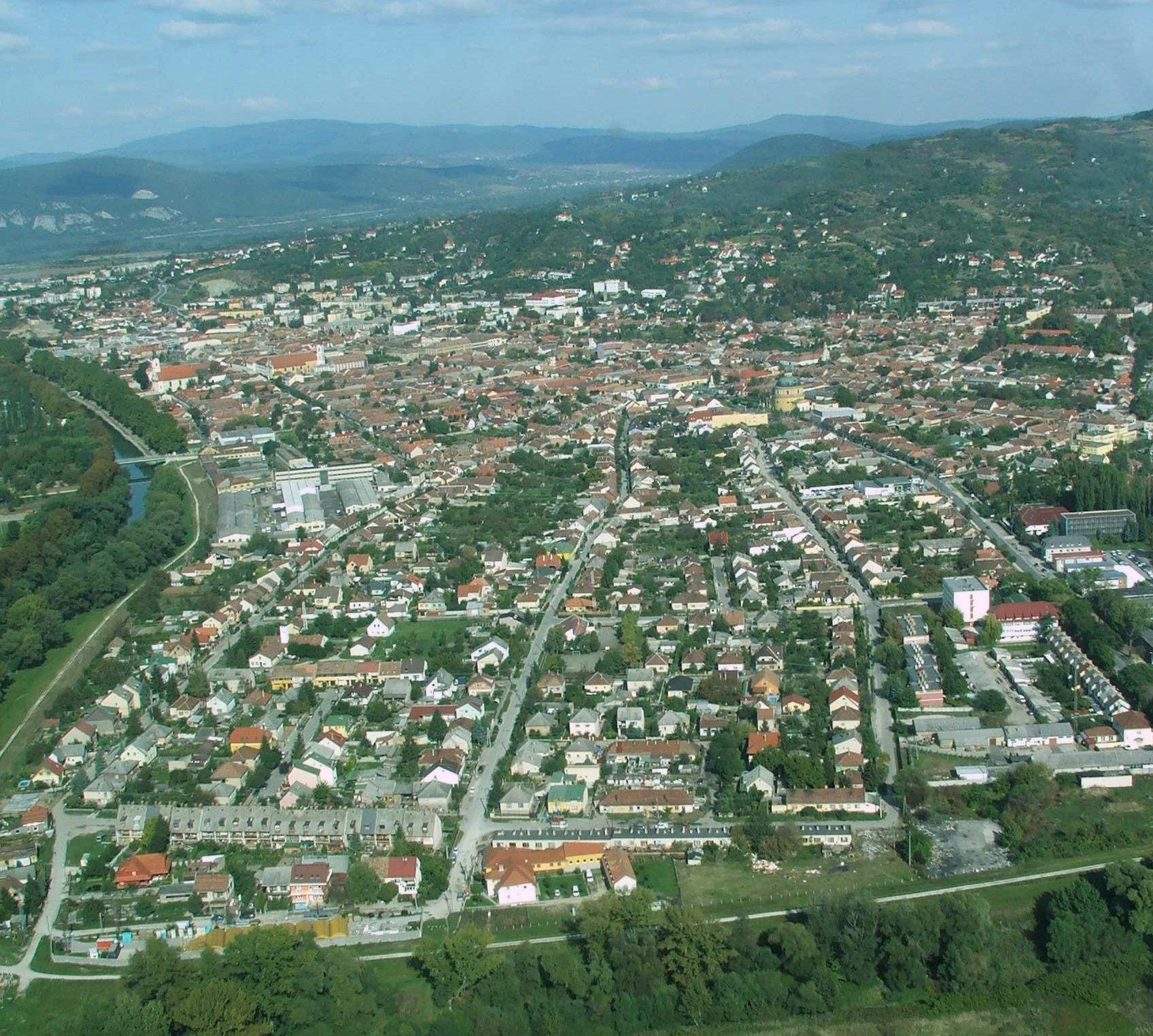
A mai Szentpál nevű városrész

Szentpál a királyi város és Szentkirály között feküdt a Kis-Duna ág mellett. Északról a királyi város határolta, amivel teljesen össze volt épülve. Kiterjedése csak szórvány leletek alapján ismert ezért pontos mérete nem határozható meg. Északról a királyi várostól a Szent Pál kapu választotta el. Délről Szentkirály, és Szentistván, keletről a Fehérvárra vezető út határolták. A település központja a volt Labor MIM (Labor Műszeripari Művek) gyár területén volt. A SZIM (Szerszámgépipari Művek) gyár területe pedig Szentpál település külső, falusias része lehetett.

## Története

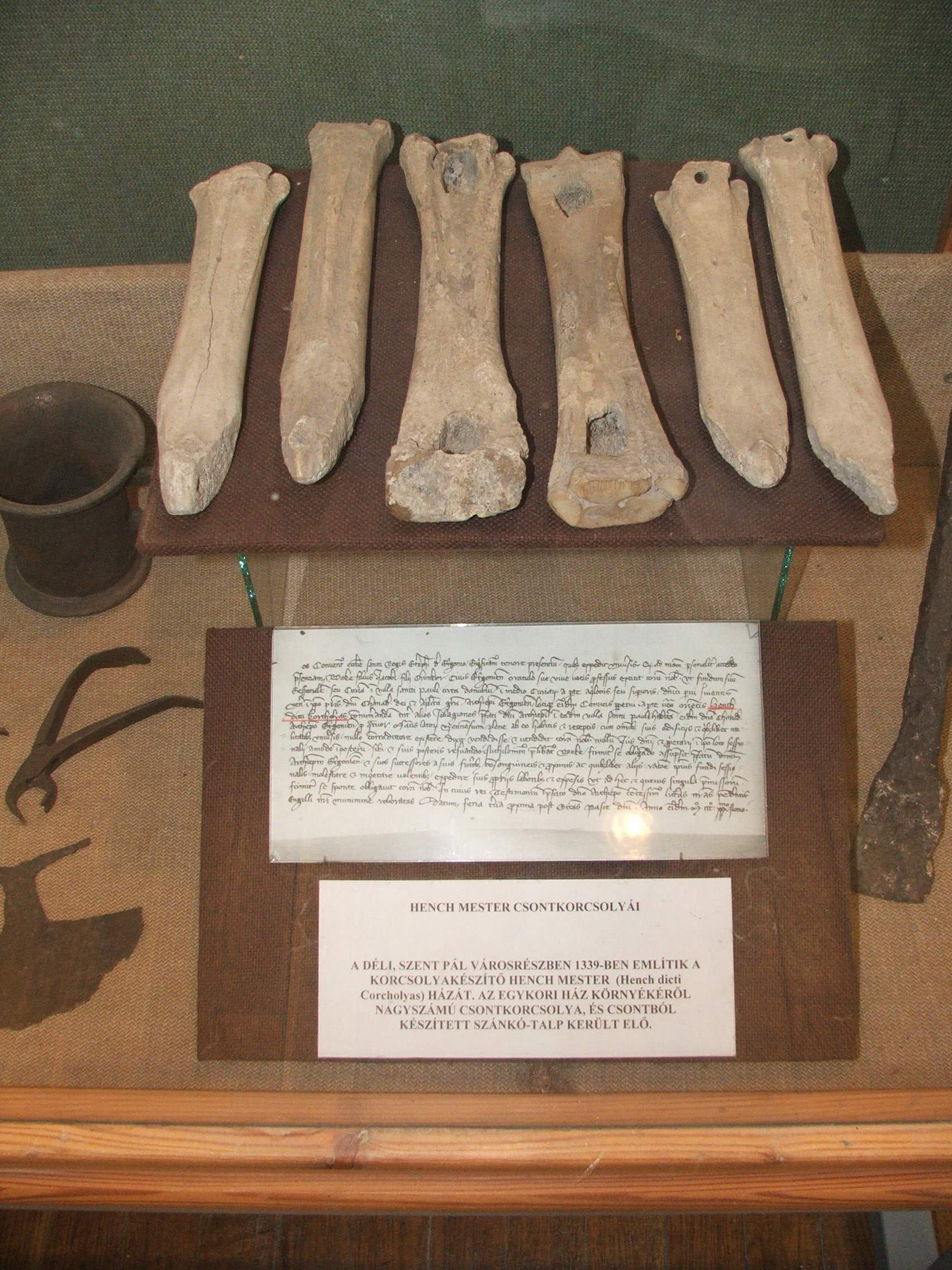
Hench mester korcsolyái a Balassa Múzeumban

A külváros területe már a 9-10. századtól kezdve folyamatosan lakott volt. Mint Esztergom minden külvárosának, Szentpálnak is saját temploma volt. A Szent Pál plébániatemplomot már 1236-ban említik. Falai a Kis-Dunához közel, egy ipari üzem területén kerültek elő. Az érsek mellett a szentkirályi kereszteseknek is birtokaik voltak itt. A település a 12. század közepén a káptalan tulajdonába került. A régészeti kutatások során megmunkált (faragott, csiszolt, átlyuggatott) középkori csontkorcsolyákra leltek, ebből valószínűsíthető volt, hogy egy csontmegmunkáló műhely működött Szentpálon. Egy 1334-ben kelt, és a szentkirályi keresztesek által írt adásvételről szóló oklevél alapján pontos leírást kapunk a telkek határáról. Többek között említést tesz egy Hench nevű korcsolyakészítő mesterről („Hench dicti Korcholyas”, aki az első név szerint ismert korcsolyakészítő) és egy János nevű tímárról. A két mester háza és a föld, amelyen álltak, összesen négy ezüstmárkát ért. Egy 1335-ös újabb oklevél szerint ezt a telket megvette az esztergomi érsek, aki később újabb területekhez jutott a Kis-Duna közelében. A település 1525 és 1543 között teljesen elpusztult – az egykori kőházak helyén szántók lettek –, és csak a 18. században kezdett újra beépülni. Ma az óváros déli városrészéhez tartozik.